# بدون تماشاچی

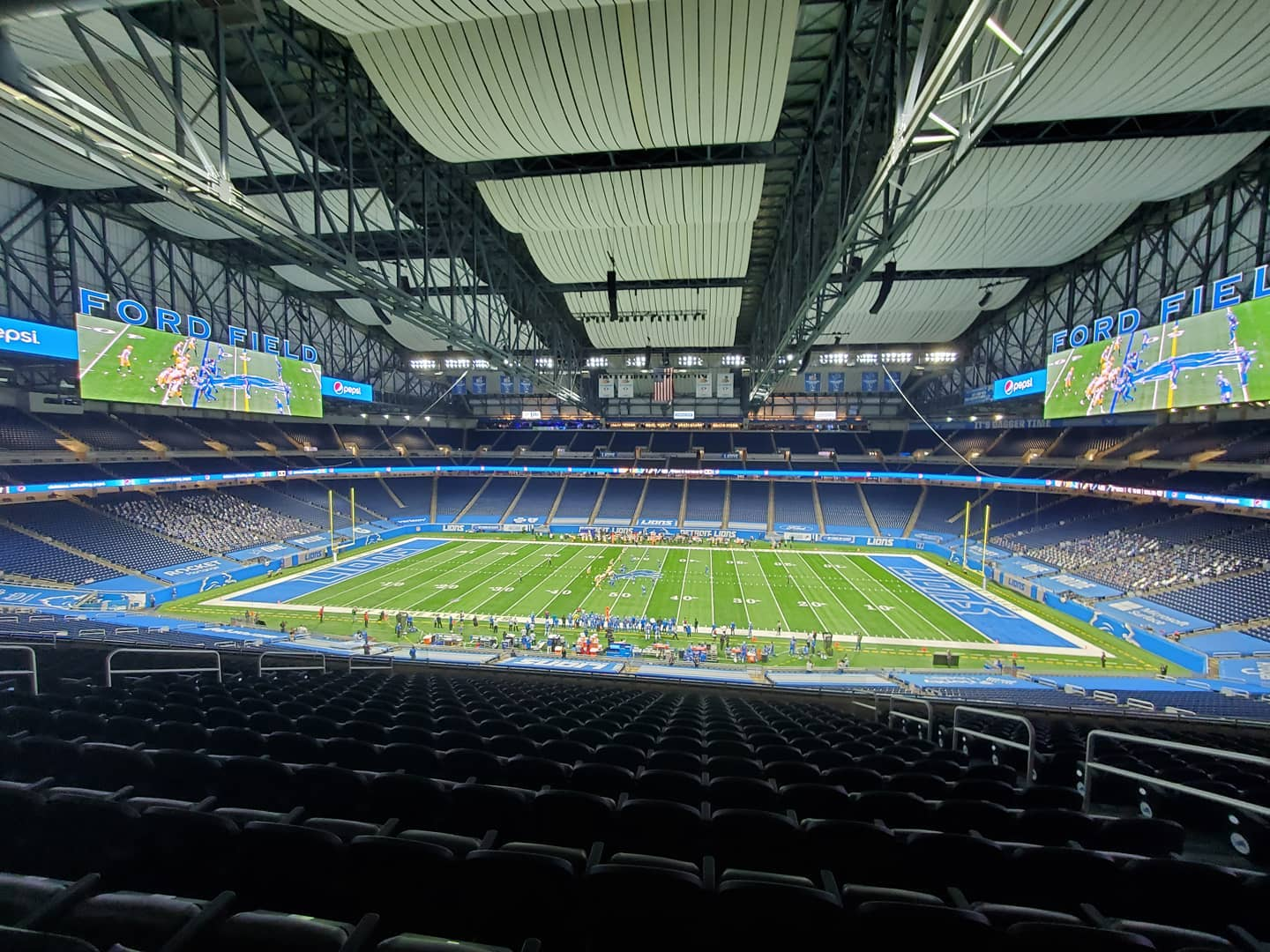
نمایی از قدیمی‌ترین رقابت‌های NFL که به‌دلیل همه‌گیری ویروس کووید۱۹، در یک استادیوم خالی ۶۰,۰۰۰ نفری می‌شود. (دسامبر ۲۰۲۰)

بدون تماشاگر (انگلیسی: Behind closed doors) عبارتی است که در برخی ورزش‌ها و بویژه فوتبال، به موقعیت‌هایی گفته می‌شود که تماشاگران، اجازه حضور و تماشای یک مسابقه را ندارند. دلایل این کار می‌تواند شامل تنبیه یک تیم، مسائل ایمنی ورزشگاه‌ها یا جلوگیری از درگیری خطرناک احتمالی طرفداران دو تیم، نگرانی‌های ایمنی وسیع‌تر یا نگرانی‌های بهداشتی عمومی مانند پاندمی دنیاگیری کووید-۱۹ باشد. بازی‌های بدون تماشاچی در بندهای ۷، ۱۲ و ۲۴ «آئین‌نامهٔ انضباطی فیفا» پیش‌بینی شده است.

## جام برندگان جام اروپا ۱۹۸۱–۱۹۸۰
پس از آنکه طرفداران باشگاه فوتبال وستهام یونایتد در بازی رفت مقابل کاستیا آشوب و بلوا بپا کردند، فیفا مقرر داشت تا بازی برگشت در ورزشگاه بولین گراوند و بدون تماشاگر برگزار شود.

## لیگ قهرمانان اروپا ۱۹۸۳–۱۹۸۲
بدنبال یاغی‌گریِ طرفداران باشگاه فوتبال استون ویلا در مقابل تیم اندرلشت در بازی رفت نیمه‌نهایی لیگ قهرمانان اروپا، فیفا دستور داد تا بازی برگشت بدون تماشاچی در سپتامبر ۱۹۸۲ در ورزشگاه ویلا پارک برگزار شود. این بازی در ساعت ۲:۳۰ یک ظهر چهارشنبه برگزار شد.

## فوتبال ایتالیا ۲۰۰۷
با کشته شدن یک افسر پلیس در جریان یاغی‌گری تماشاچیان در یکی از بازی‌های سری آ، مابین دو تیم کاتانیا و پالرمو در ۲ فوریه ۲۰۰۷ میلادی، فدراسیون فوتبال ایتالیا کلیهٔ بازی‌ها را به حالت تعلیق درآورد. با آنکه بعدها، این بازی‌ها از سرگرفته شد، اما بسیاری از تیم‌ها وادار شدند تا زمان ارتقاءِ مسائل امنیتی و ایمنی باشگاه‌هایشان، بازی‌ها را بدون تماشاچی برگزار کنند.

## فوتبال ایتالیا ۲۰۰۹
باشگاه فوتبال یوونتوس مجبور شد تا یک بازی خانگی را بدون تماشاچی برگزار کند. دلیلش آن بود که طرفداران این تیم به «ماریو بالوتلی»، مهاجم تیم اینتر میلان توهین‌های نژادپرستانه کردند. این بازی در آوریل ۲۰۰۹ انجام شد و نتیجه‌اش ۱–۱ بود.

## لیگ اروپا ۲۰۱۰–۲۰۰۹
در جریان بازی دو تیم دینامو بخارست و اسلوان لیبرتس در لیگ اروپا، طرفدارانِ دینامو بخارست در دقیقهٔ ۸۸ بازی واردِ زمین شده و به تیم مقابل حمله کردند. به همین سبب، باشگاه فوتبال دینامو بخارست وادار شد تا دو بازیِ خانگیِ بعدی‌اش در لیگ اروپا را بدون تماشاچی برگزار کند.